# Драгутин Покорни
Драгутин Покорни (Чермаковице 10. октобар 1868 — Београд 21. октобар 1956) био је српски диригент чешког порекла.

## Биографија
Драгутин Покорни, је праунук Франца Ксавера Покорног (1729–1794), немачког хоровође и композитора чешког порекла. По доласку у Србију у Србију, преузима православну веру и крсти се као Драгутин.
Завршивши студије на Конзерваторијуму у Бечу, радио је као корепетитор у бечком Карл-театру. Од 1890. године, био је војни капелник у Београду, Ваљеву и Нишу. За време Првог светског рата реорганизовао Музику коњичке дивизије и давао концерте у већим градовима северне Африке. Био је један од првих диригената Народног позоришта у Београду (1897—1909) који су систематски изводили опере и оперете страних и домаћих композитора. Као референт војних музика (1920—1937) и капелник Оркестра краљеве гарде истицао се организаторским способностима, те је подигао тај оркестар на знатну уметничку висину. У периоду кад је Покорни руководио Оркестром Краљеве гарде у њему је, од дужности музичара у време Великог рата до места капелника 1921–1924, стајао и композитор Миленко Пауновић. Био је хоровођа неколико певачких друштава.
Основао је Војну музичку школу у Вршцу и установио централни музички архив при Министарству војске и морнарице у Београду. Писао је пригодне композиције, већином за војни оркестар. Драгутин Покорни је након службовања у српској војсци и војној музици пензионисан у чину пуковника српске војске. Носилац је многих одликовања, међу којима и Ордена Светог Саве првог реда. Драгутин Покорни доживео је славу и признање средине у којој је живео и радио. Ванредним уметничким напором, током ратних дешавања, упоредо са Станиславом Биничким, Драгути Покорни је у судбоносном тренутку снажно допринео уздизању морала српске војске и очувању осећања припадности држави, нацији и вери.